# Comuna Ghindari, Mureș
Ghindari (mai devreme: Macfalău; în maghiară Makfalva, în germană Eicheldorf) este o comună în județul Mureș, Transilvania, România, formată din satele Abud, Ceie, Ghindari (reședința), Solocma și Trei Sate.

## Demografie
Componența etnică a comunei Ghindari
     Maghiari (72,45%)
     Romi (20,01%)
     Români (1,02%)
     Alte etnii (0%)
     Necunoscută (6,53%)
Componența confesională a comunei Ghindari
     Reformați (77,65%)
     Romano-catolici (4,32%)
     Adventiști (3,3%)
     Unitarieni (2,83%)
     Martori ai lui Iehova (2,14%)
     Alte religii (3%)
     Necunoscută (6,76%)
Conform recensământului efectuat în 2021, populația comunei Ghindari se ridică la 3.034 de locuitori, în scădere față de recensământul anterior din 2011, când fuseseră înregistrați 3.250 de locuitori. Majoritatea locuitorilor sunt maghiari (72,45%), cu minorități de romi (20,01%) și români (1,02%), iar pentru 6,53% nu se cunoaște apartenența etnică. Din punct de vedere confesional, majoritatea locuitorilor sunt reformați (77,65%), cu minorități de romano-catolici (4,32%), adventiști (3,3%), unitarieni (2,83%) și martori ai lui Iehova (2,14%), iar pentru 6,76% nu se cunoaște apartenența confesională.

## Politică și administrație
Comuna Ghindari este administrată de un primar și un consiliu local compus din 13 consilieri. Primarul, Imre Vass[*],  politician independent, este în funcție din 2016. Începând cu alegerile locale din 2024, consiliul local are următoarea componență pe partide politice:
|  | Partid                                 | Consilieri | Componența Consiliului | Componența Consiliului | Componența Consiliului | Componența Consiliului | Componența Consiliului | Componența Consiliului | Componența Consiliului |
|  | -------------------------------------- | ---------- | ---------------------- | ---------------------- | ---------------------- | ---------------------- | ---------------------- | ---------------------- | ---------------------- |
|  | Uniunea Democrată Maghiară din România | 7          |                        |                        |                        |                        |                        |                        |                        |
|  | Alianța Maghiară din Transilvania      | 6          |                        |                        |                        |                        |                        |                        |                        |

## Imagini

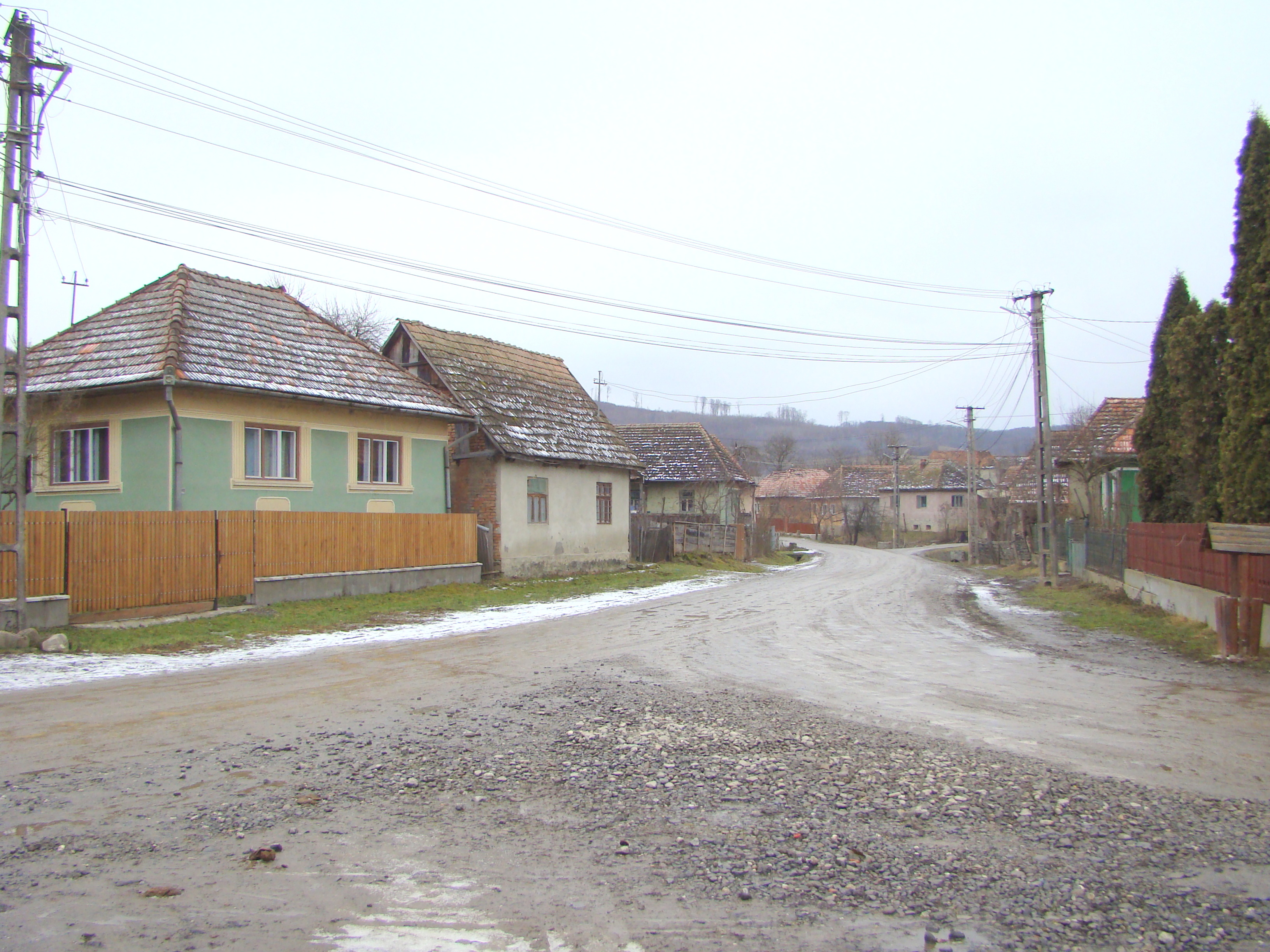
Solocma
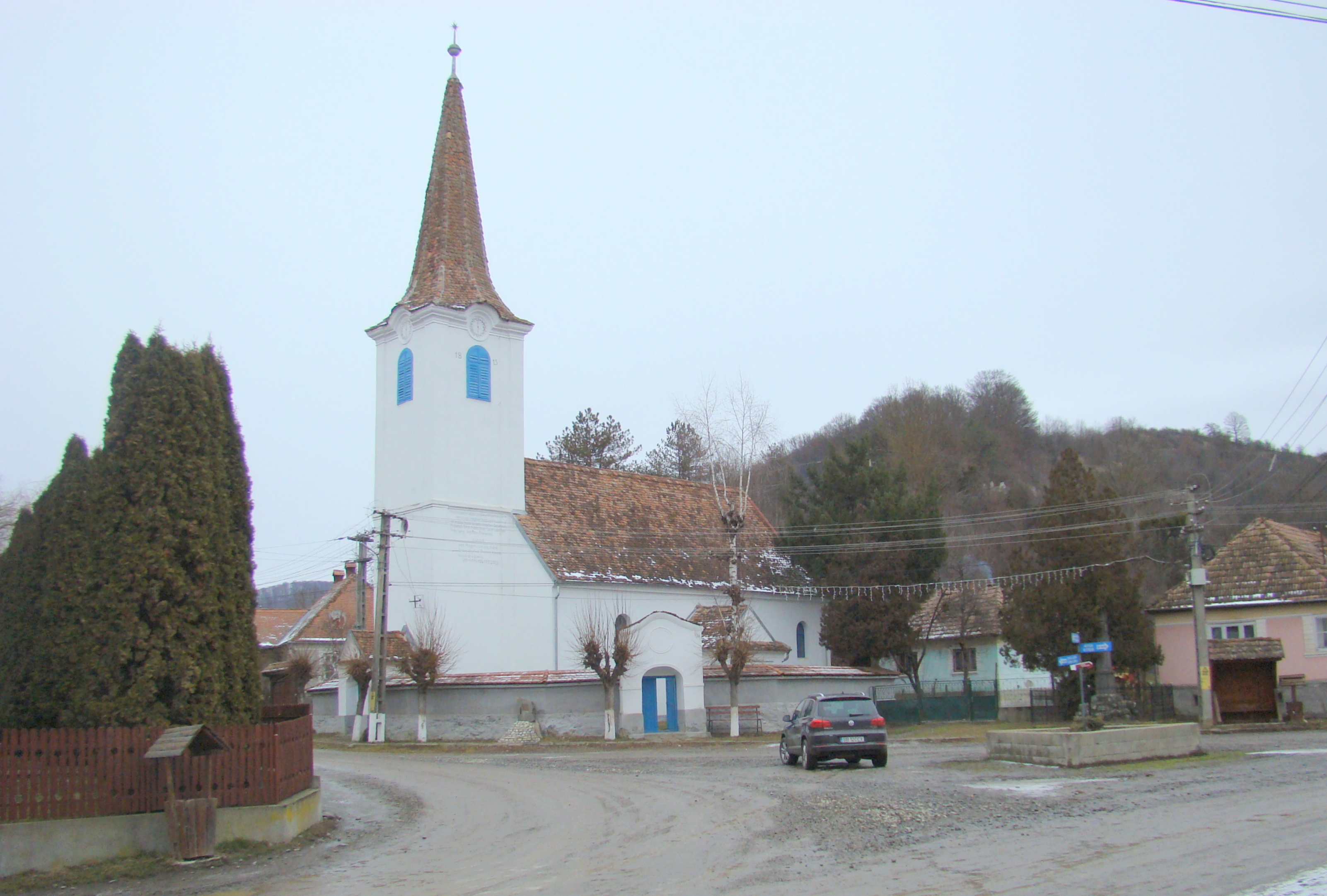
Biserica reformată din Solocma
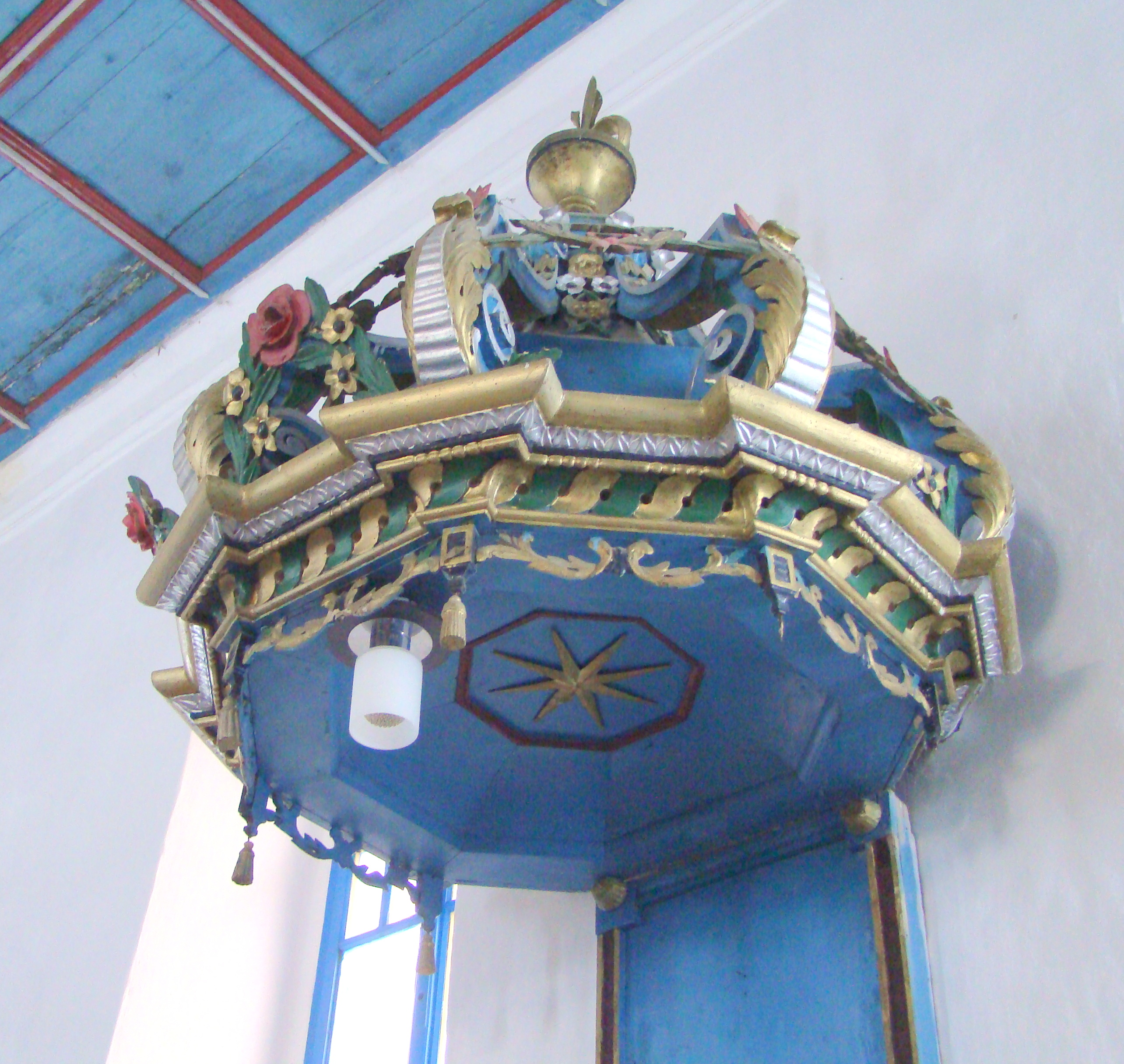
Coronamentul amvonului
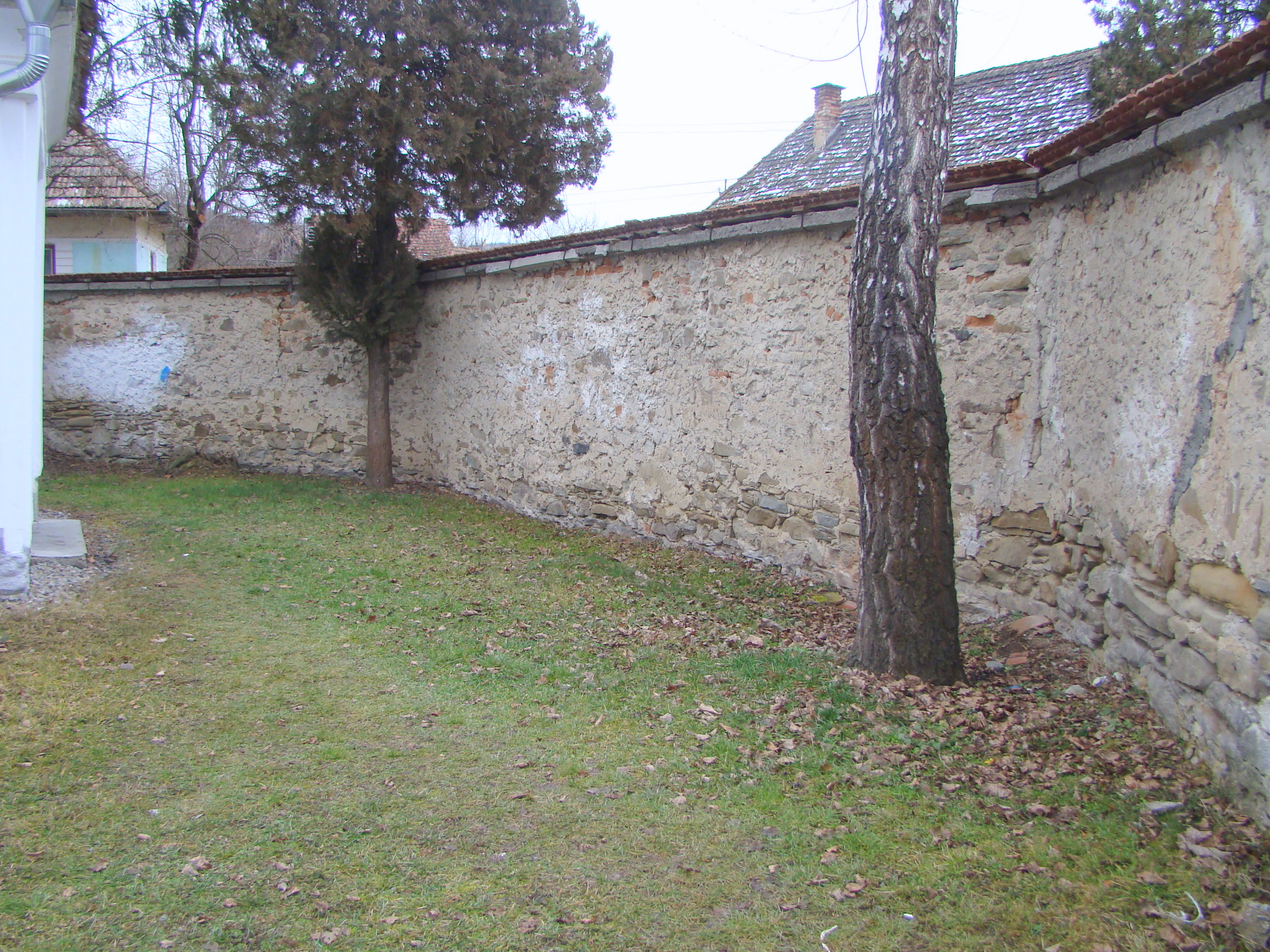
Zidul de incintă
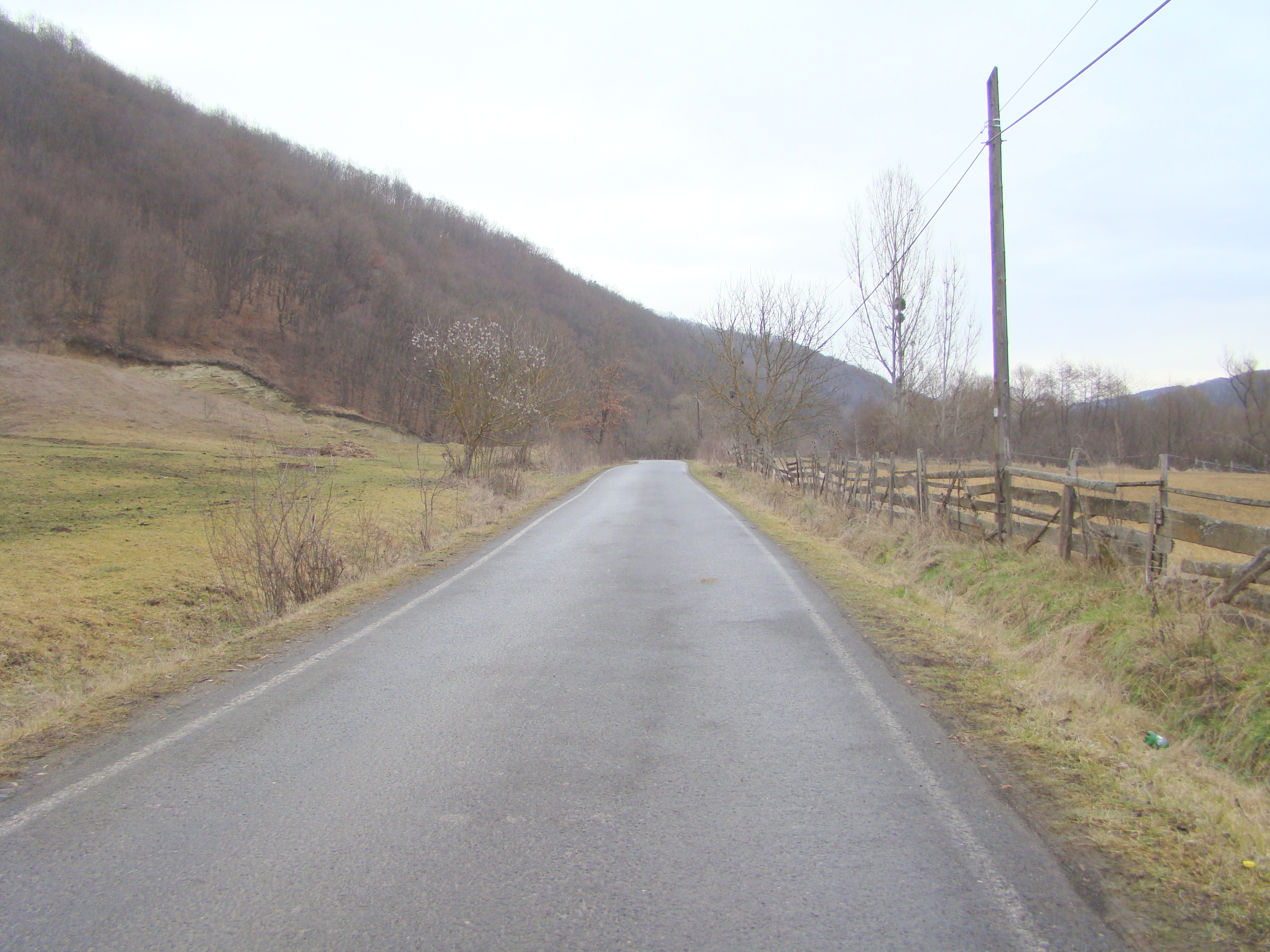
Drumul Solocma-Ghindari
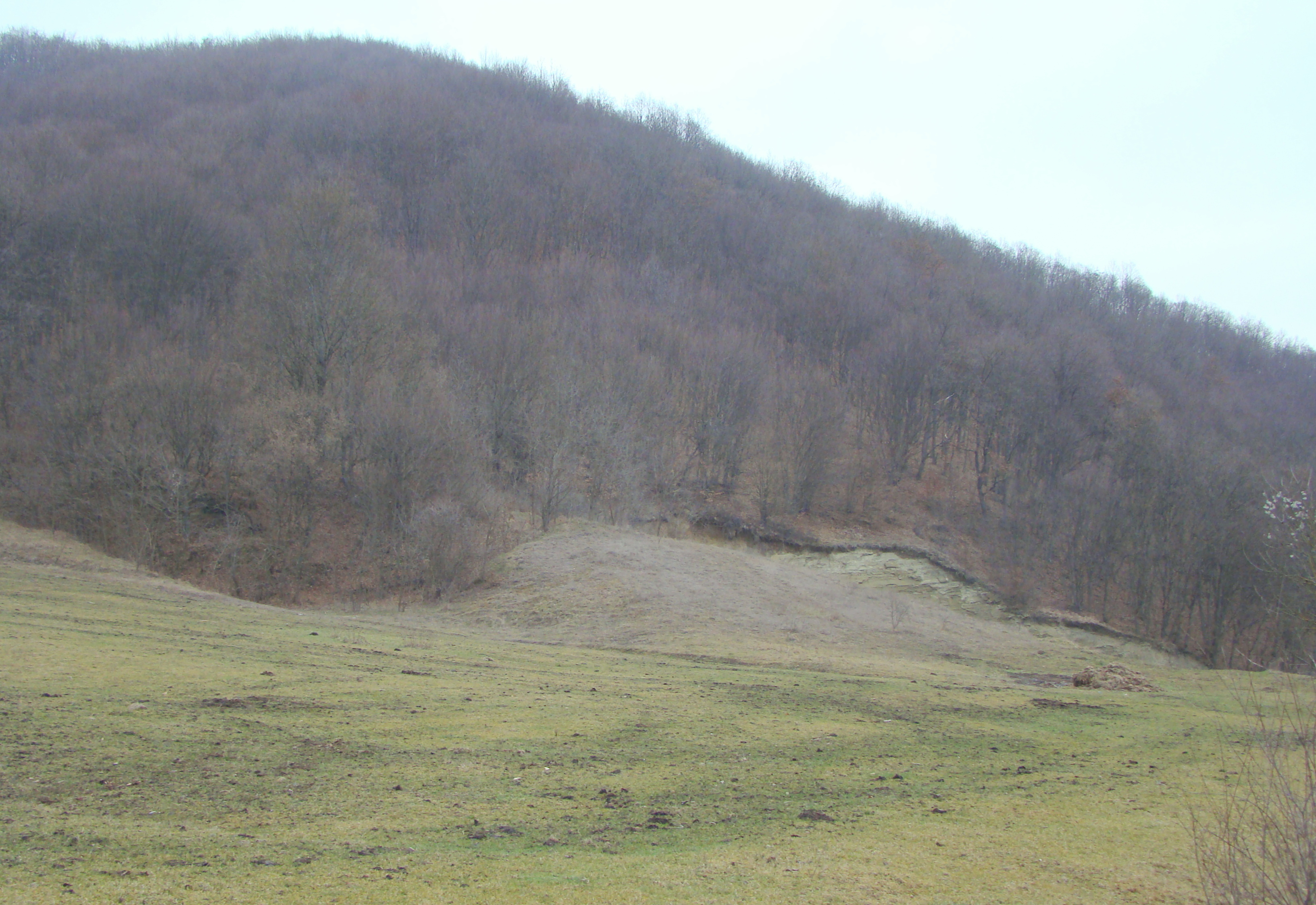
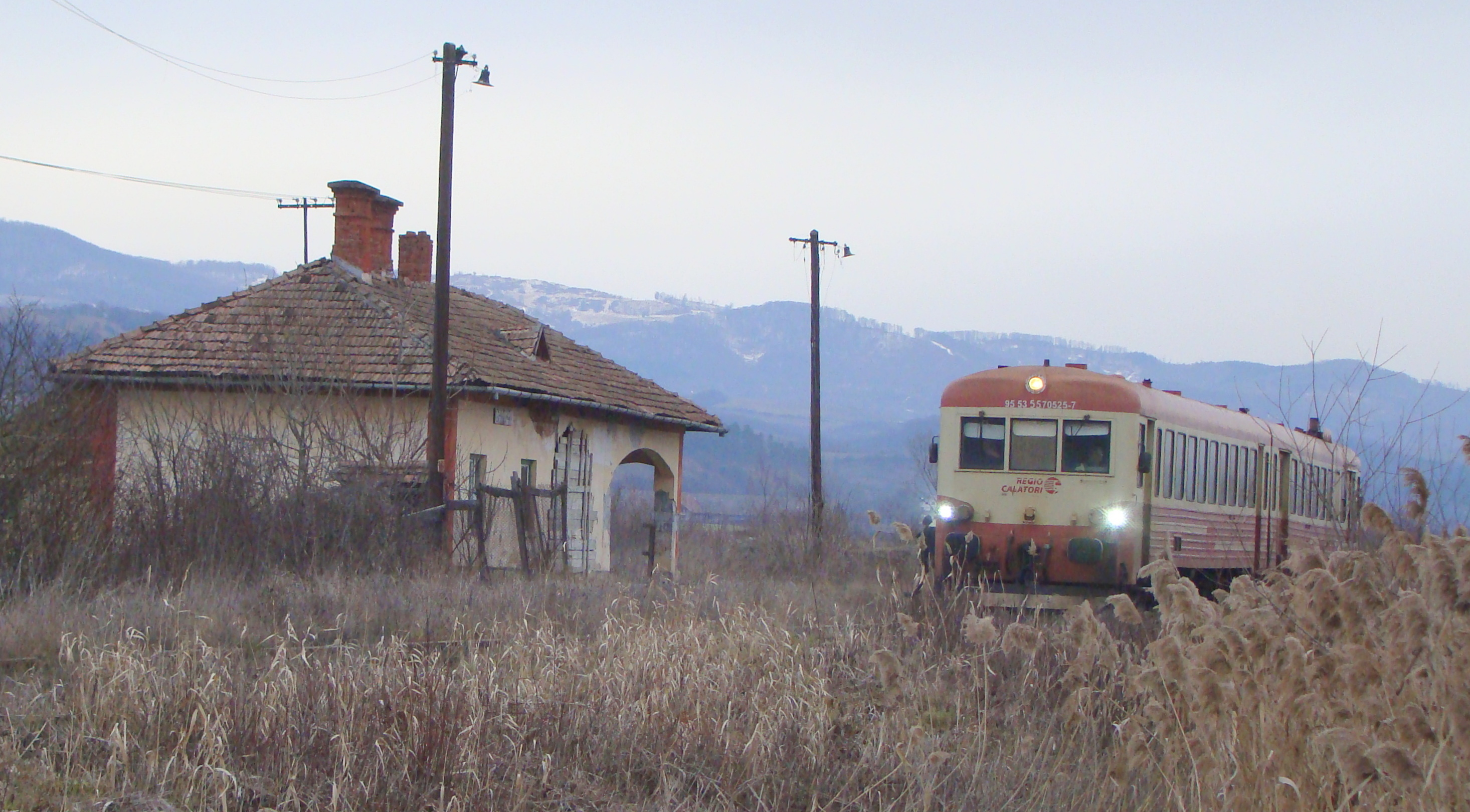
Halta Ghindari
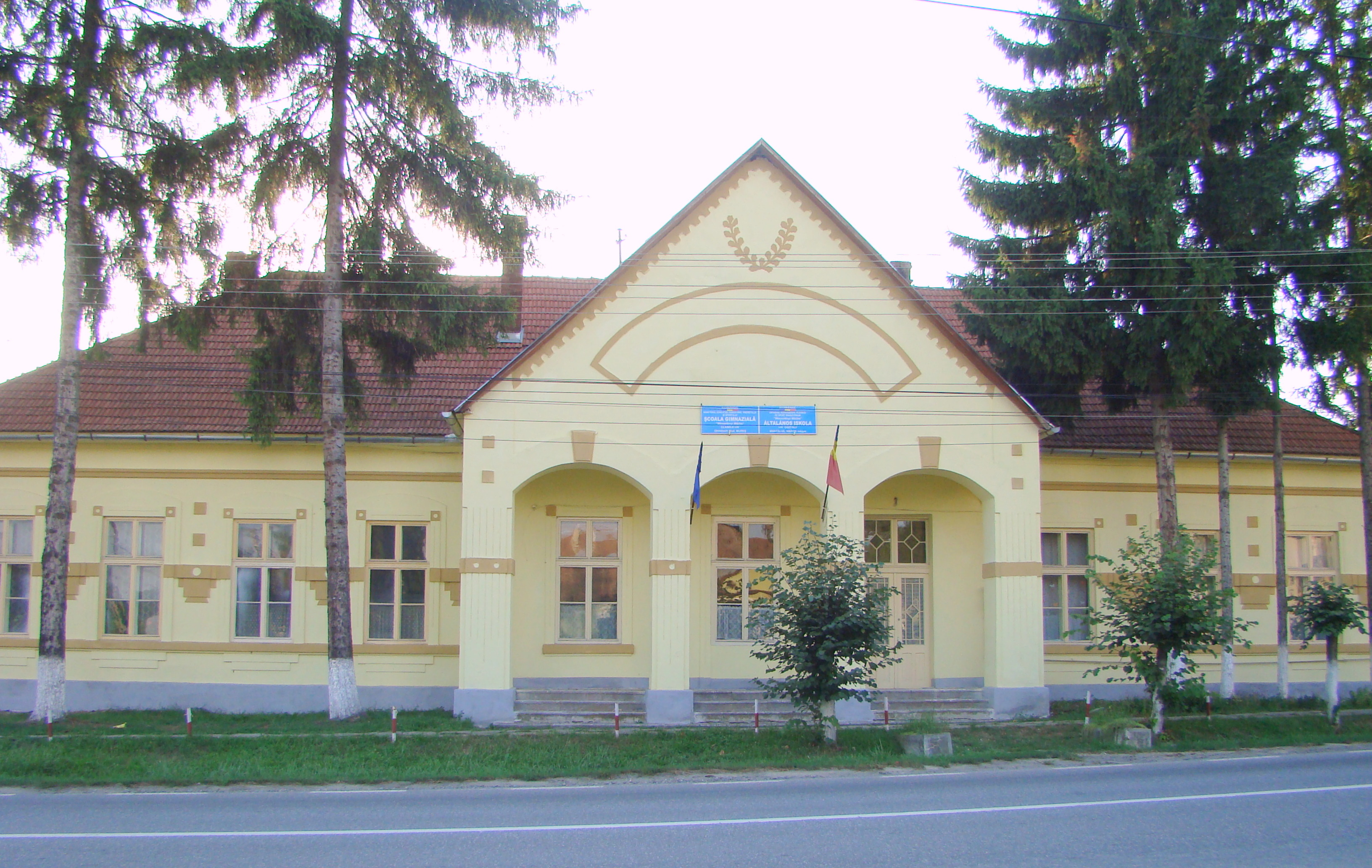
Școala gimnazială Ghindari
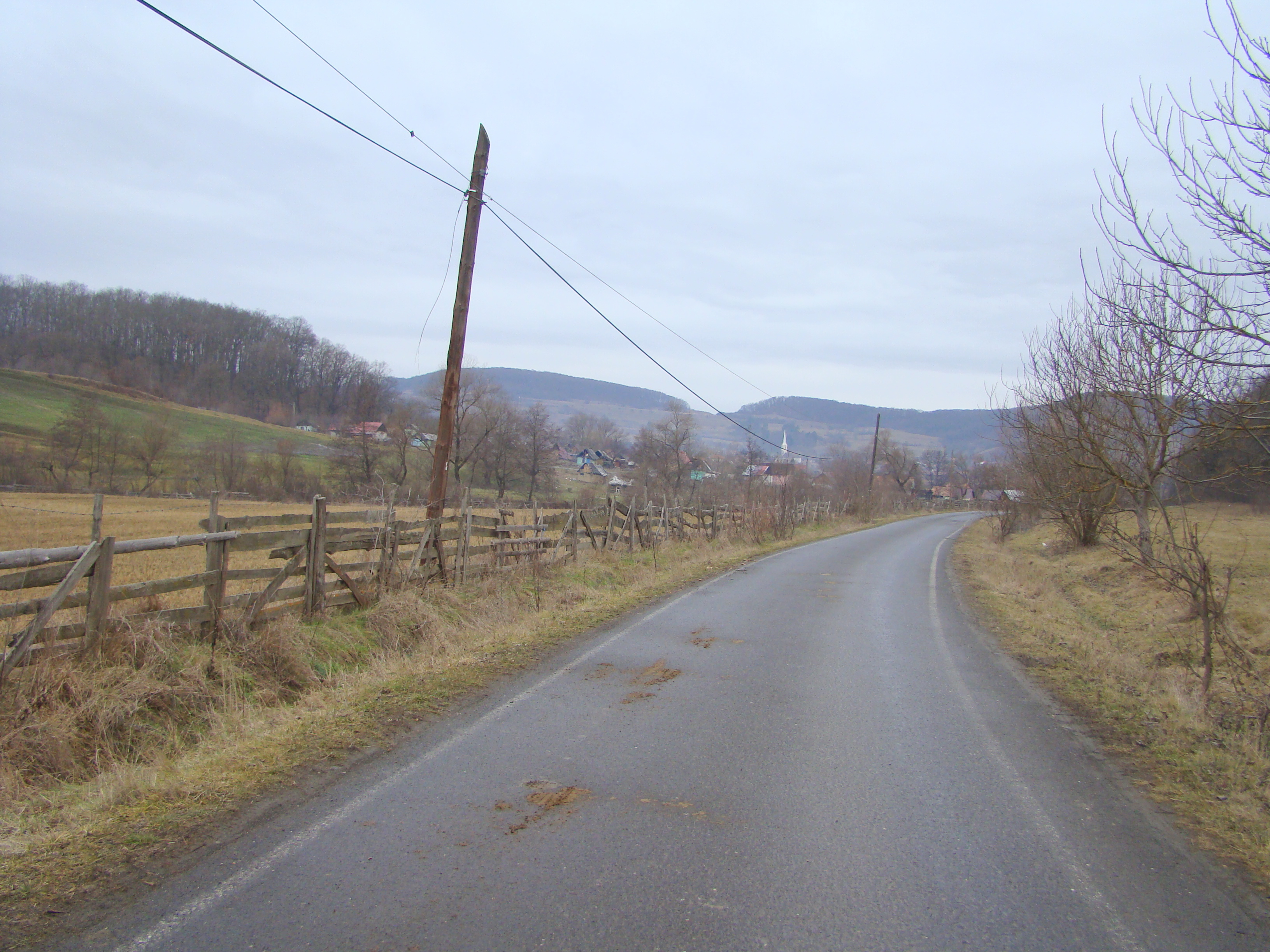
Ghindari (vedere dinspre Solocma)
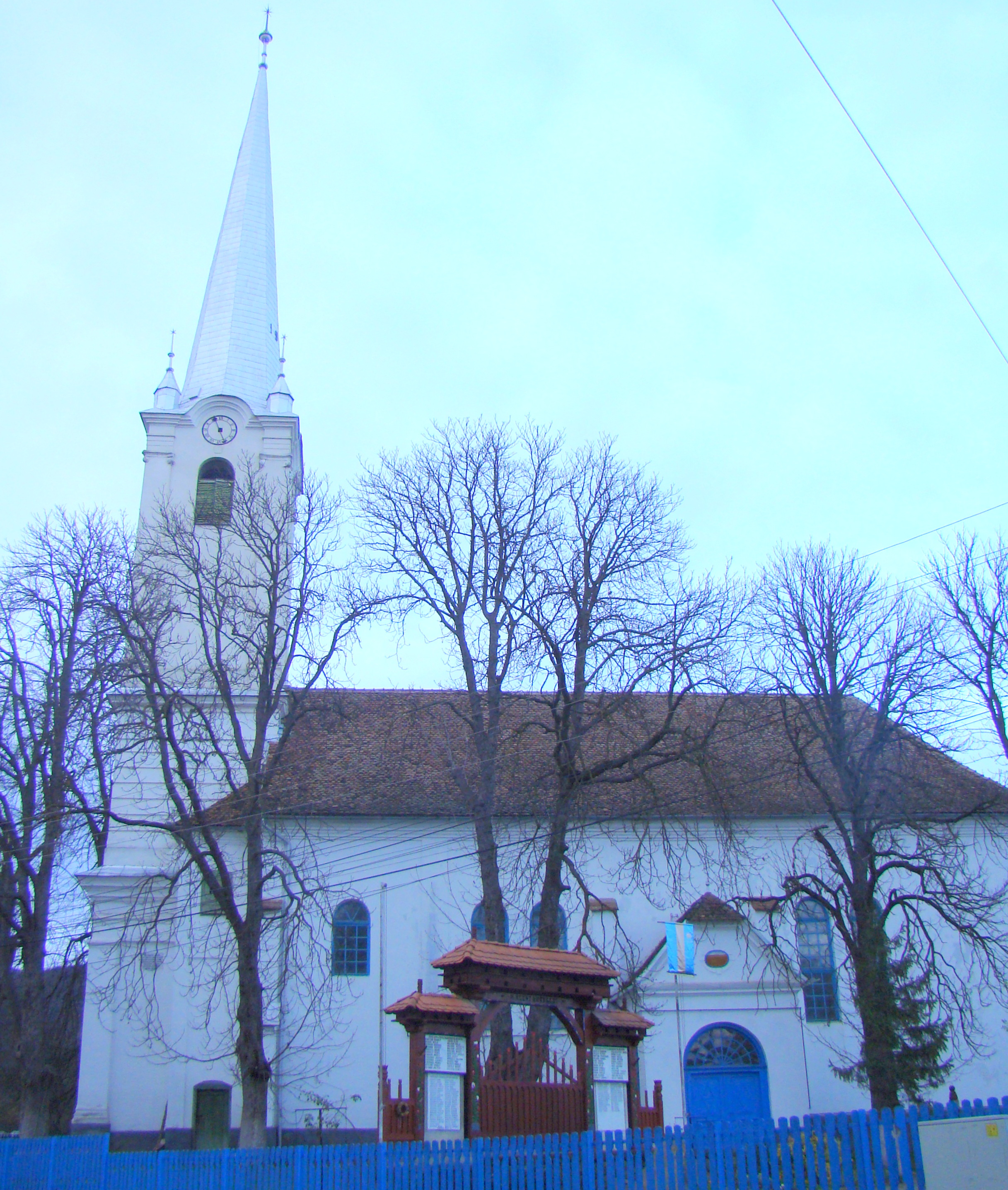
Biserica reformată din Ghindari (monument istoric)
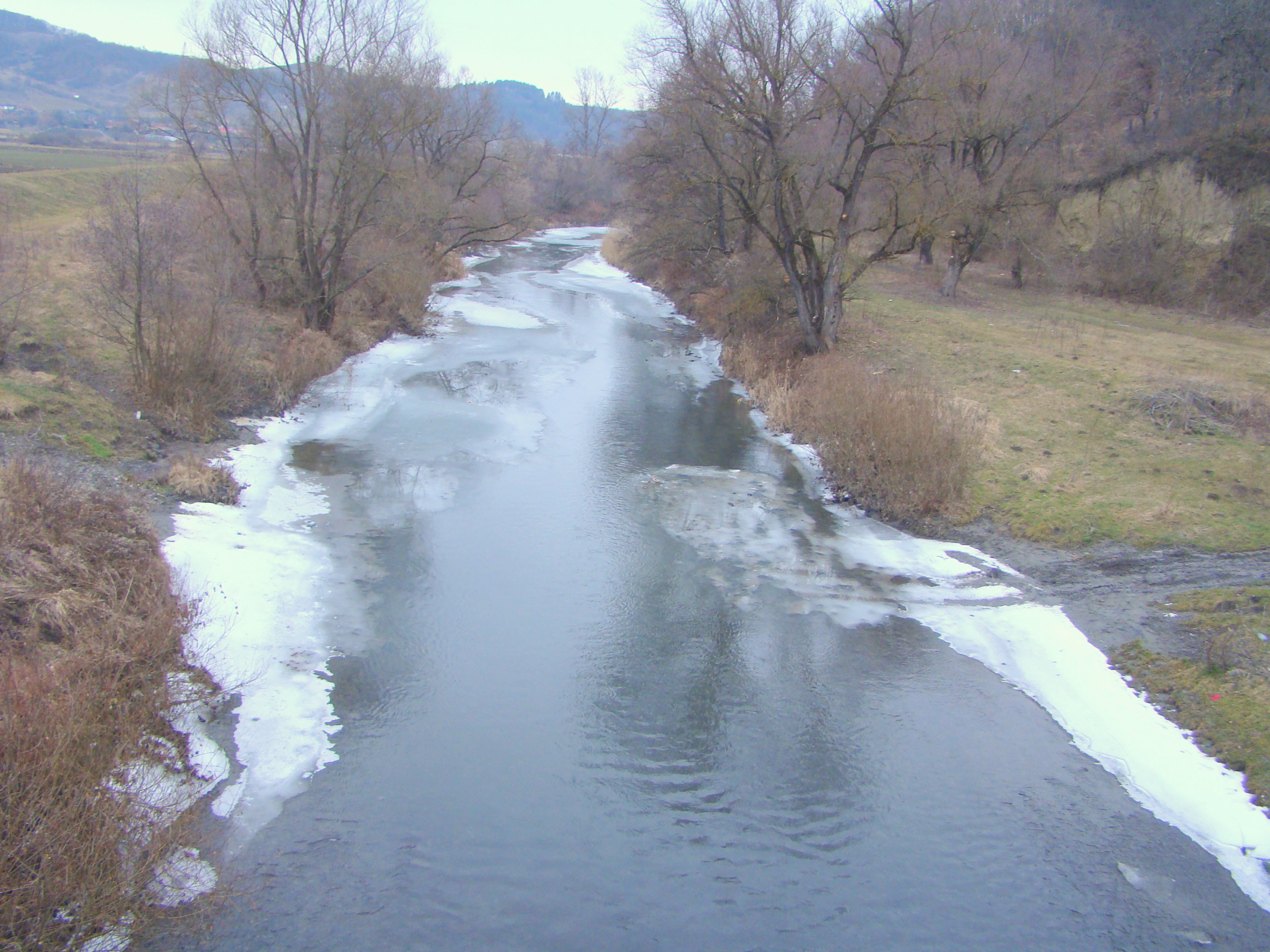
Râul Târnava Mică la Ghindari
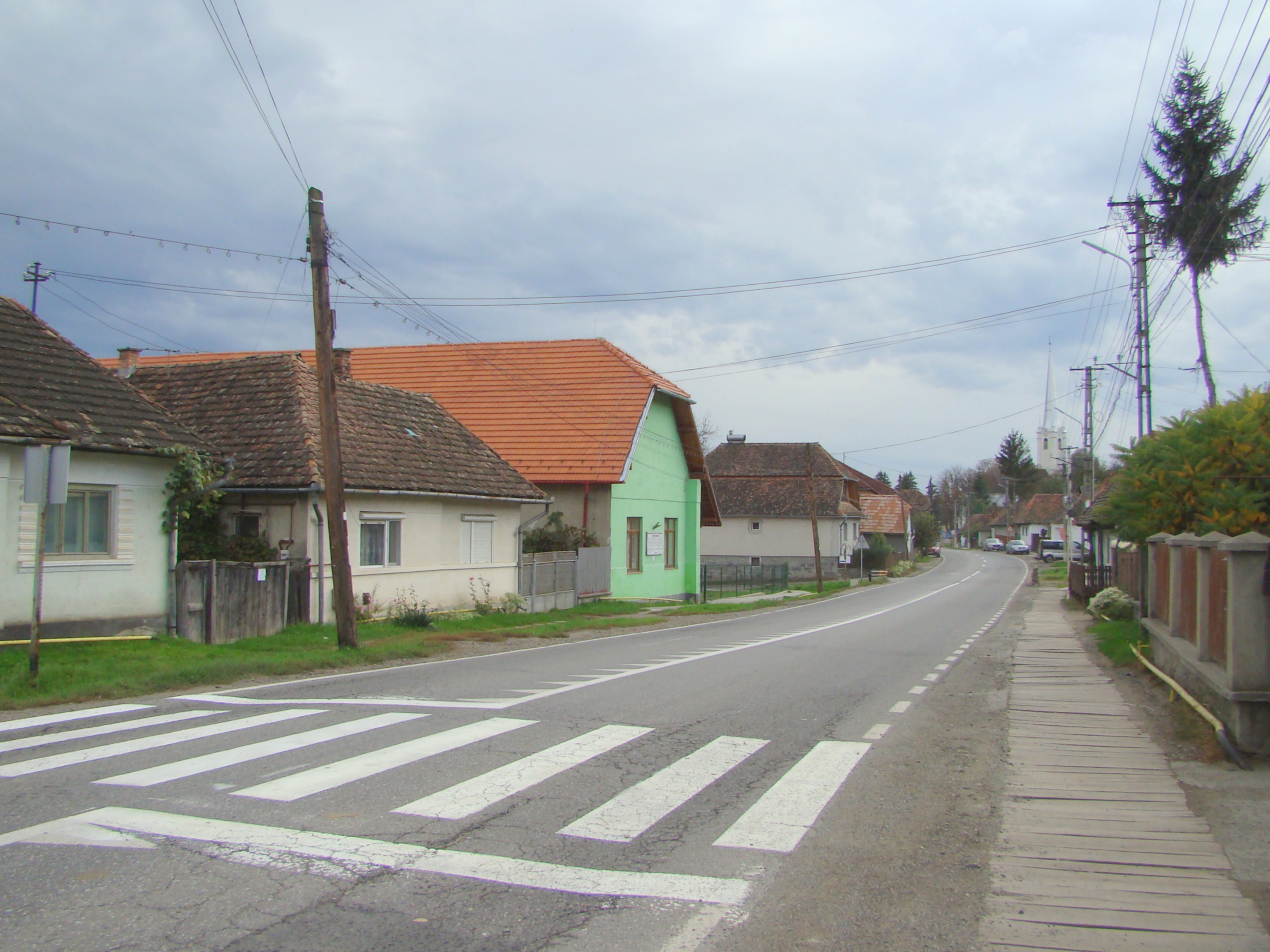
Ghindari
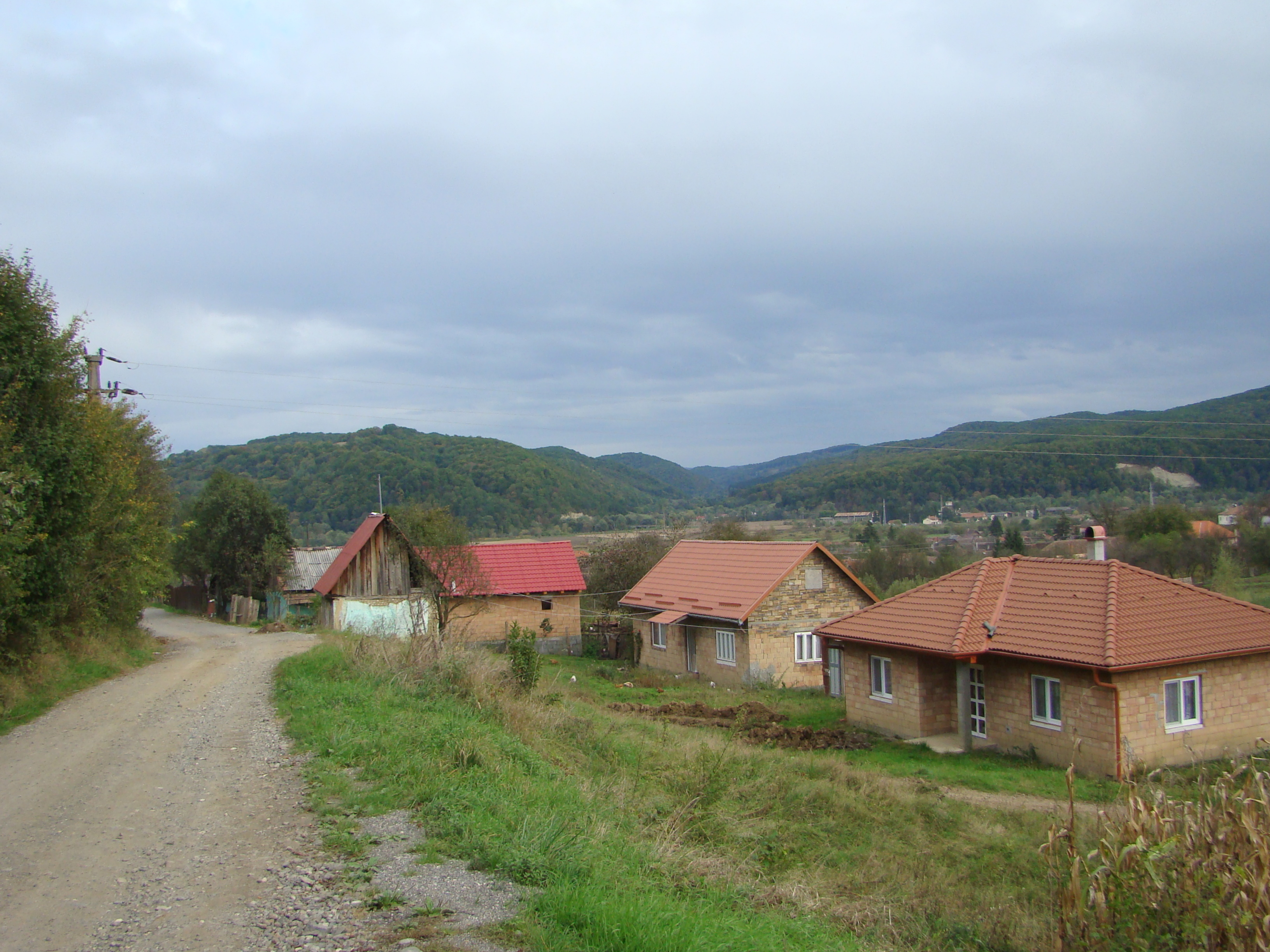
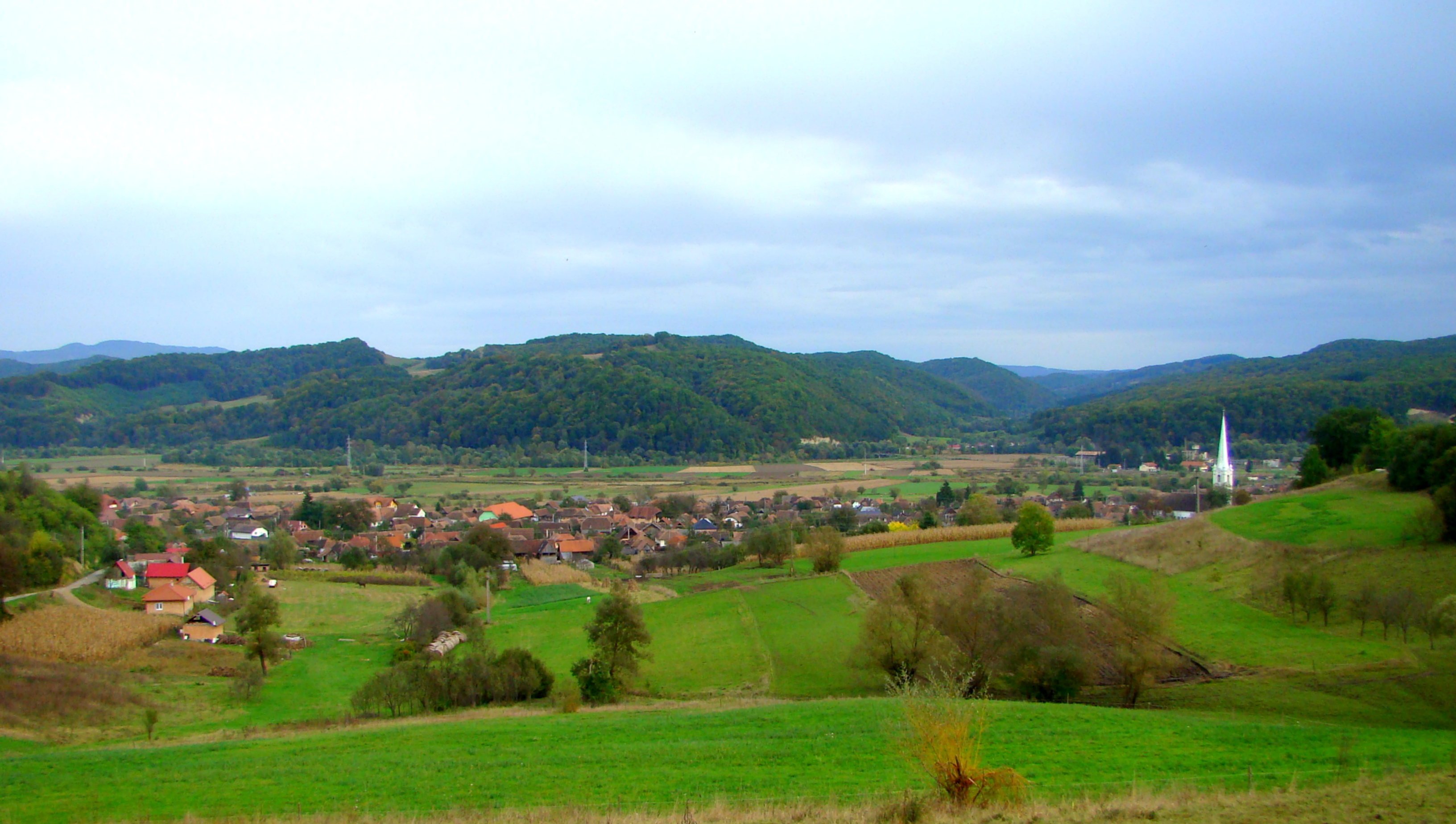
Ghindari (vedere dinspre Abud)
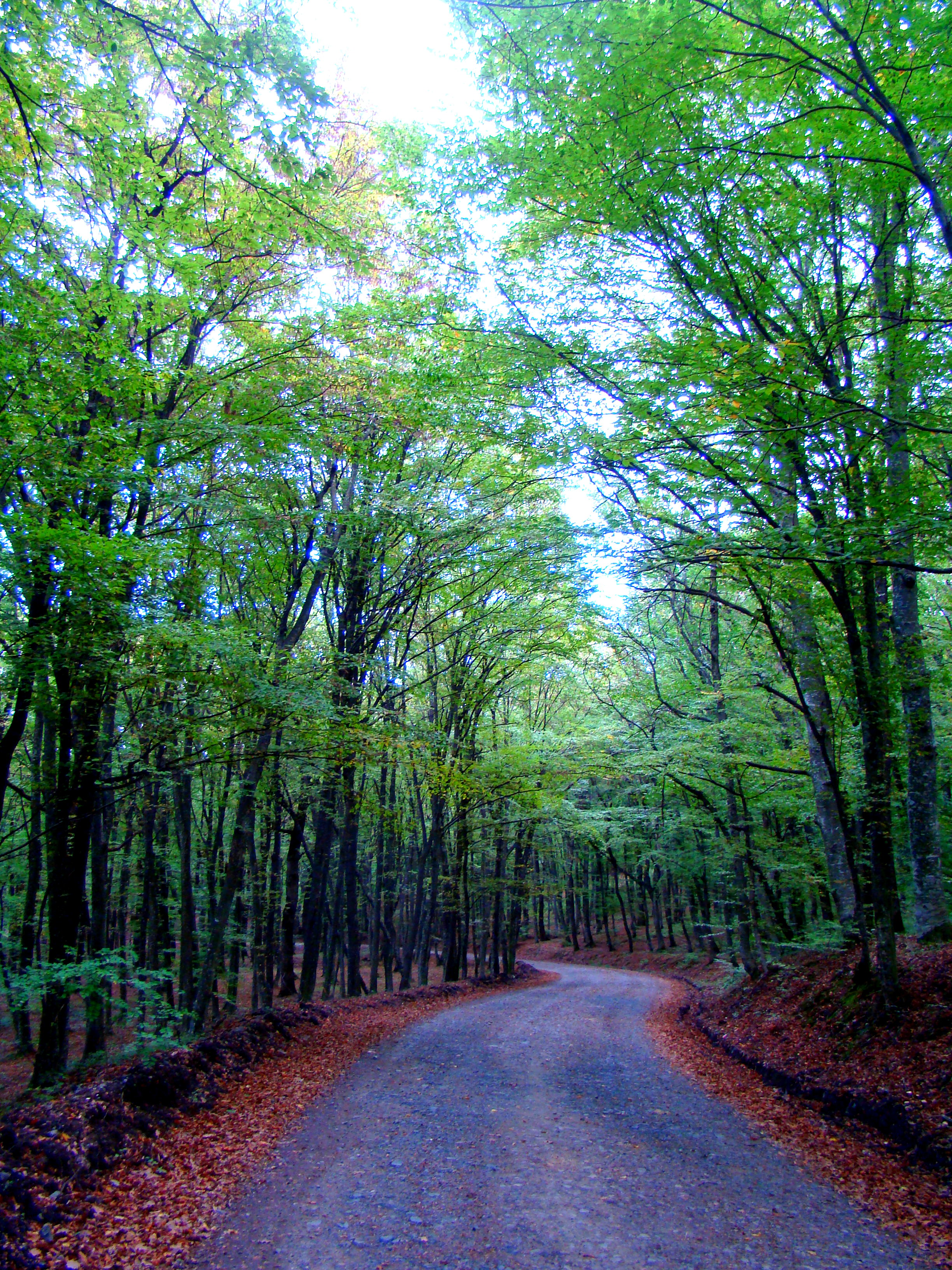
Drumul Ghindari-Abud
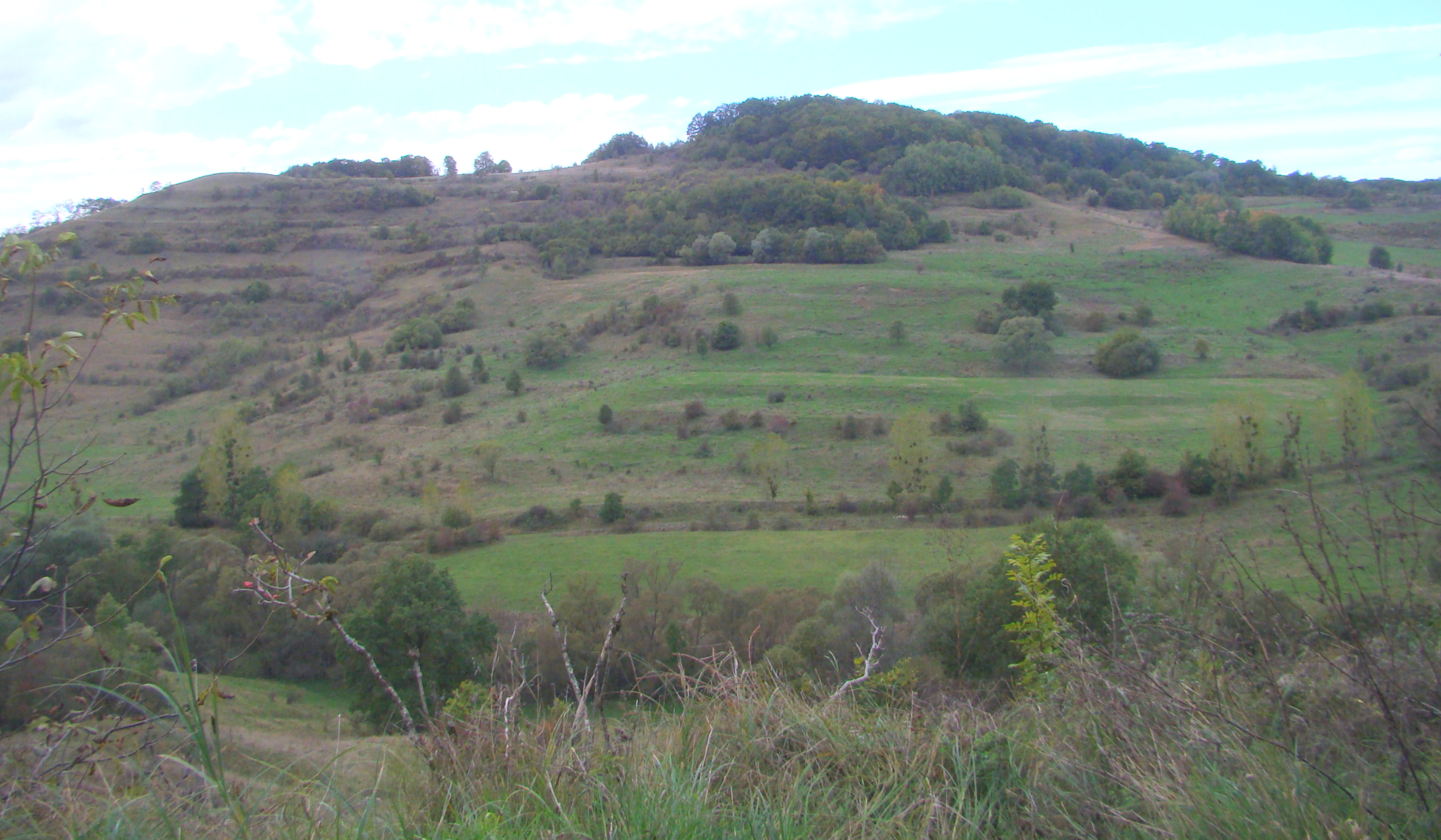
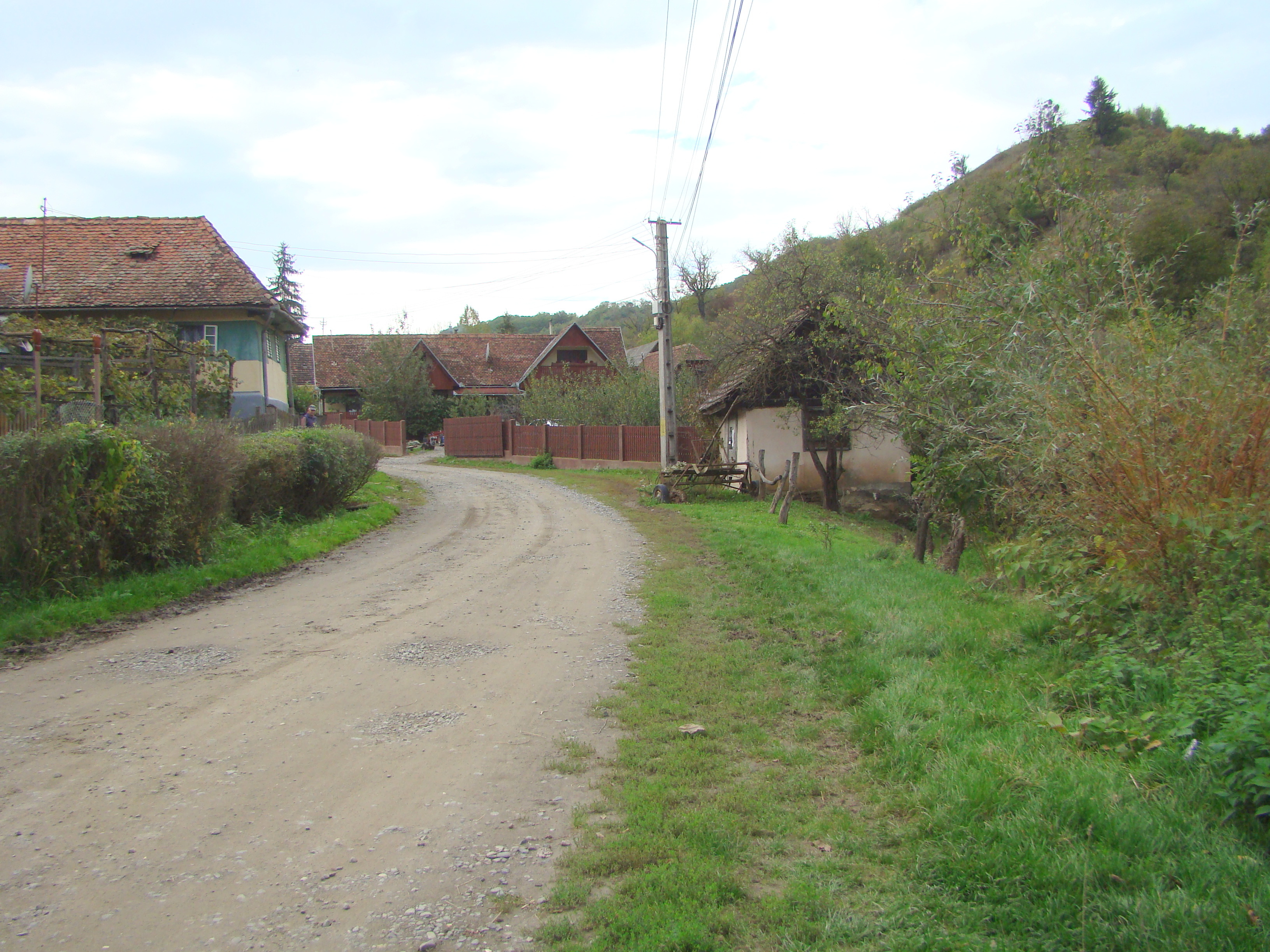
Abud
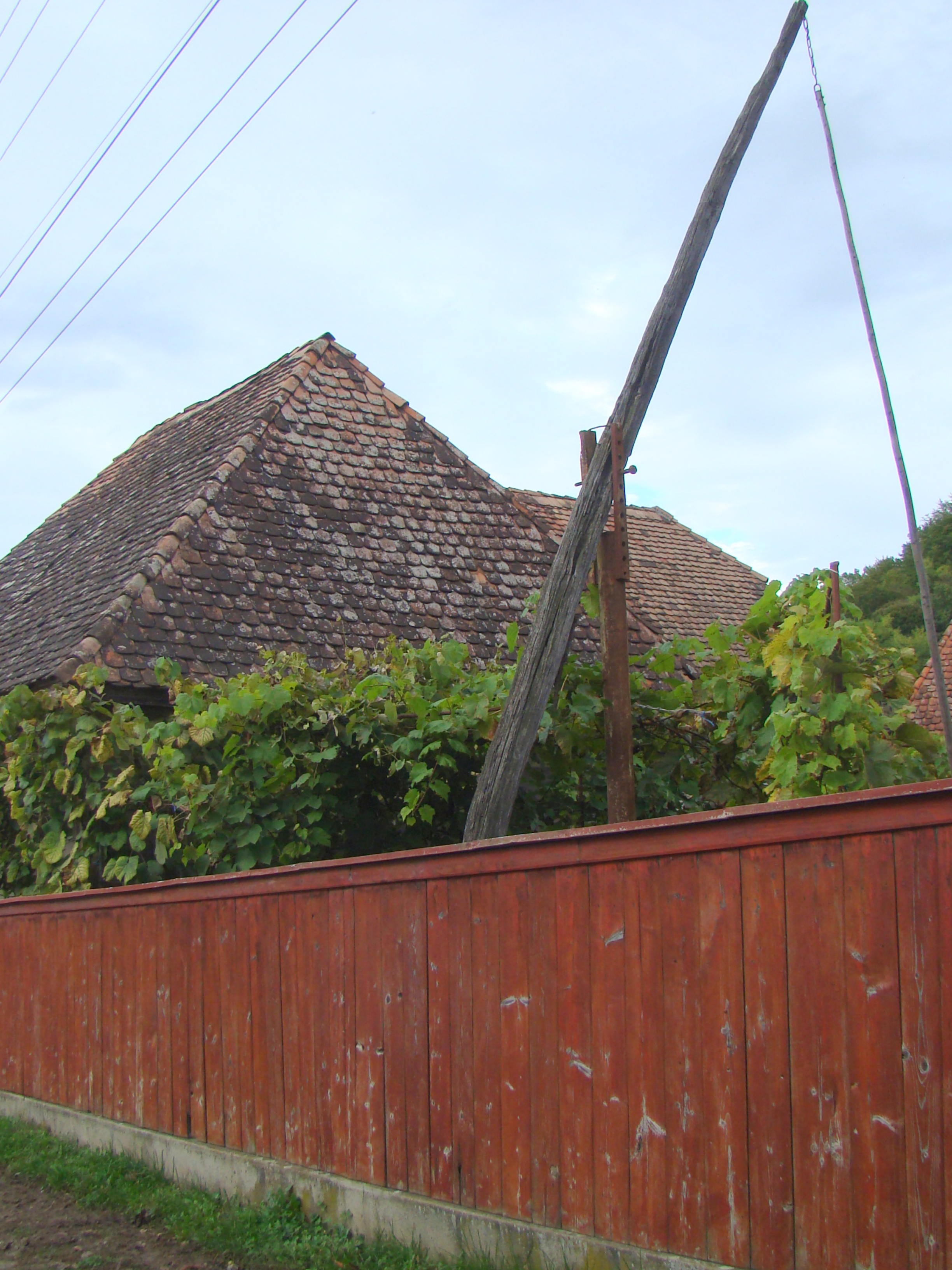
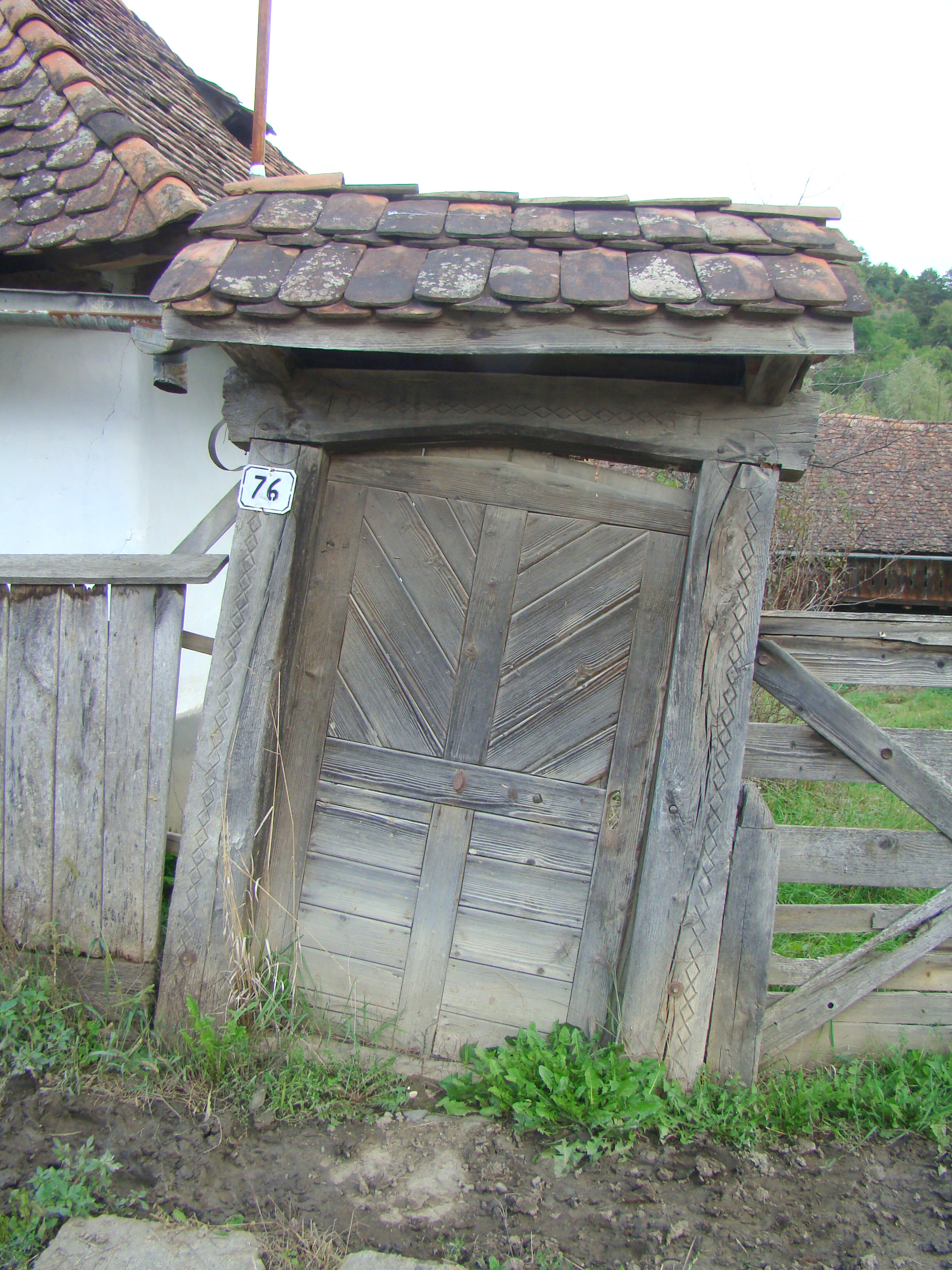
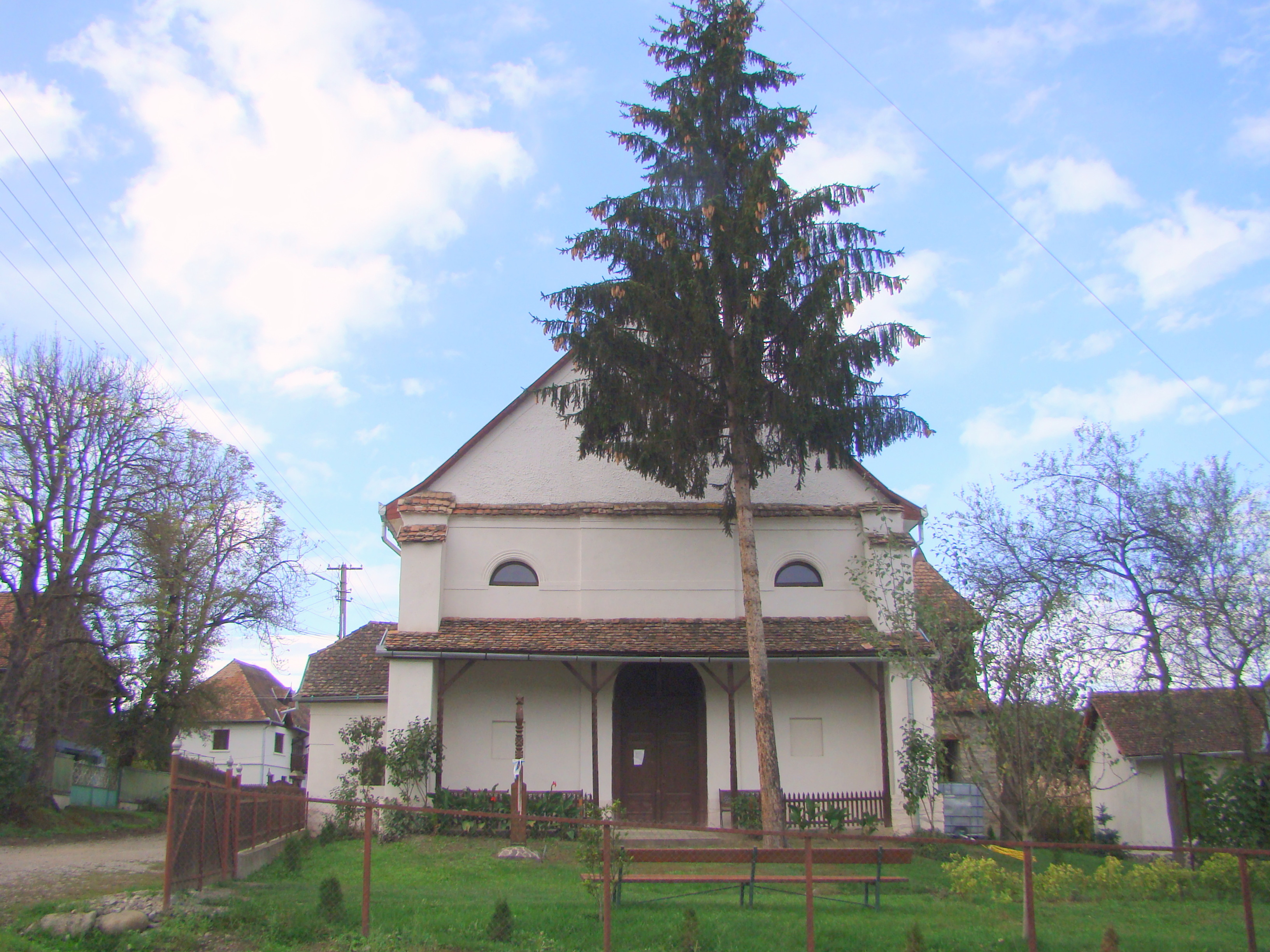
Biserica reformată din Abud
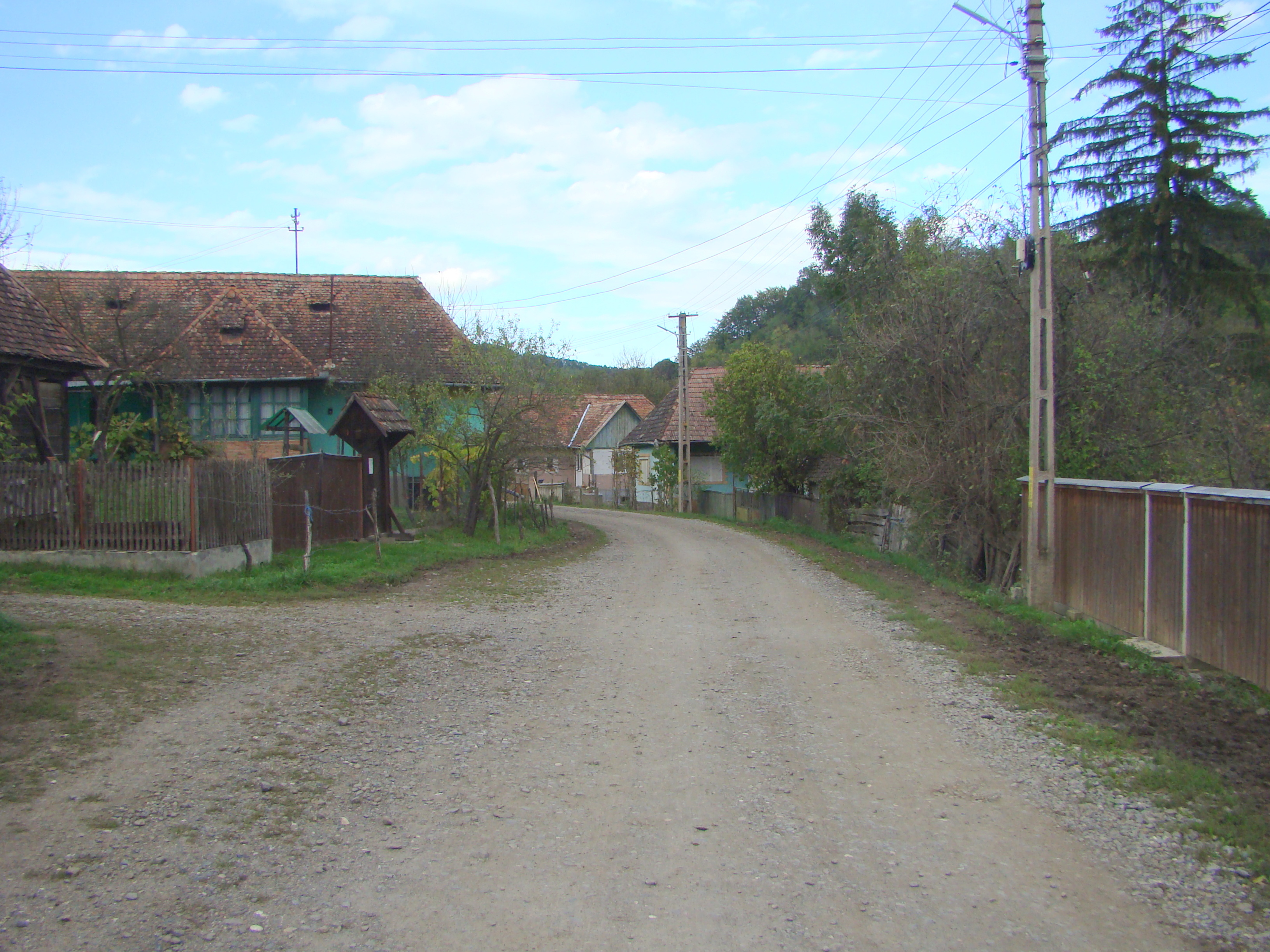
Abud
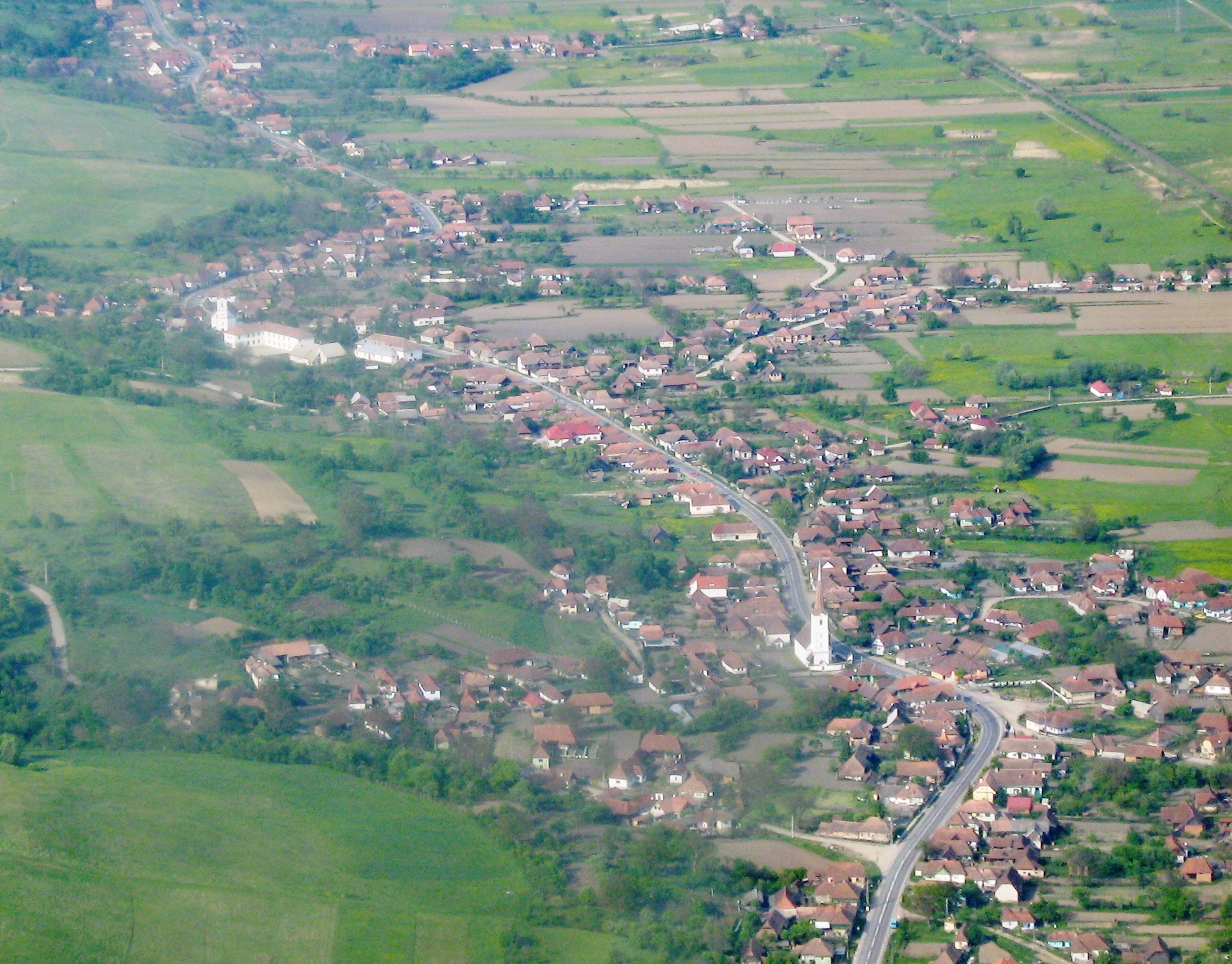
Trei Sate
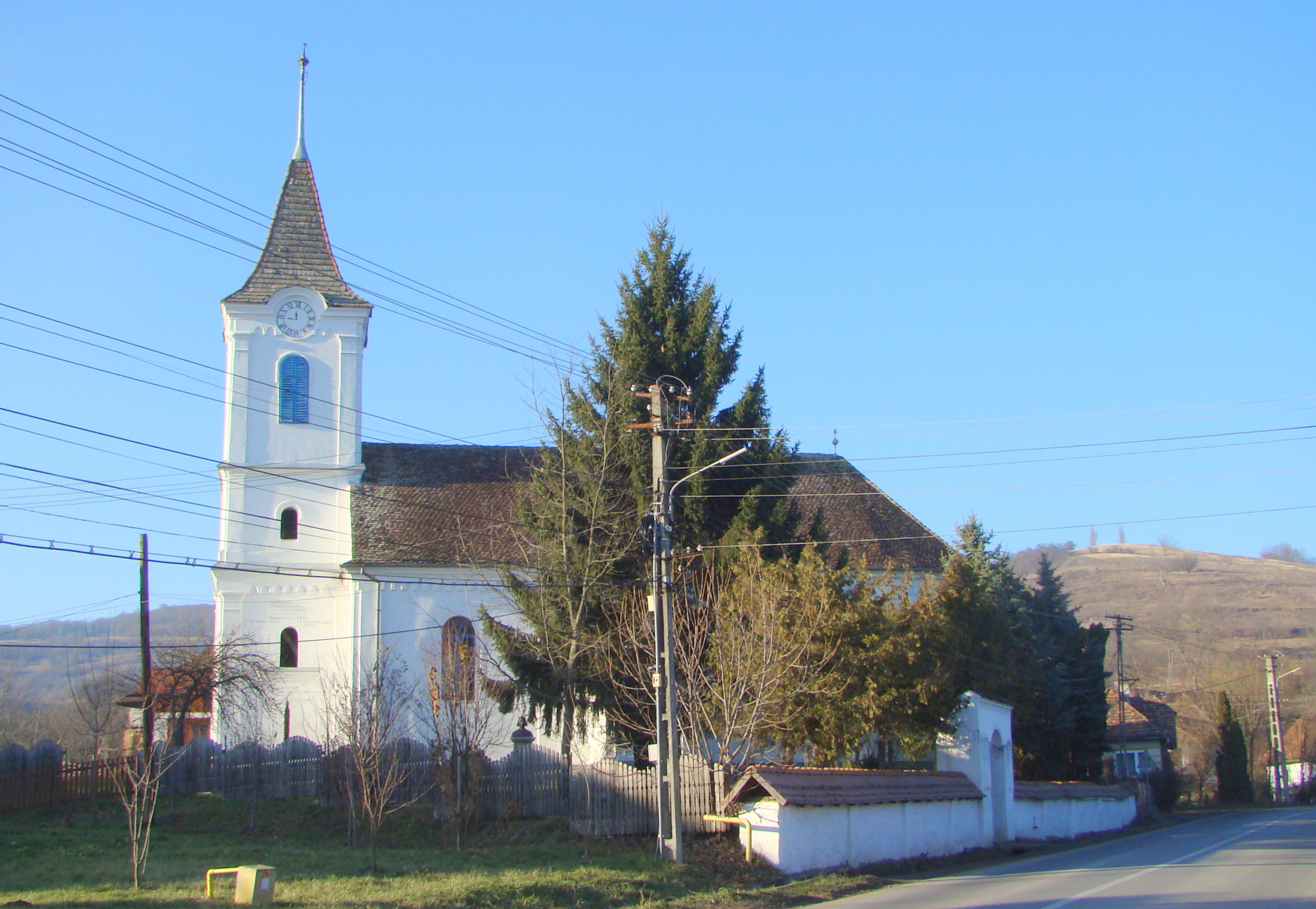
Biserica reformată din Trei Sate (fostul sat Ştefăneşti)
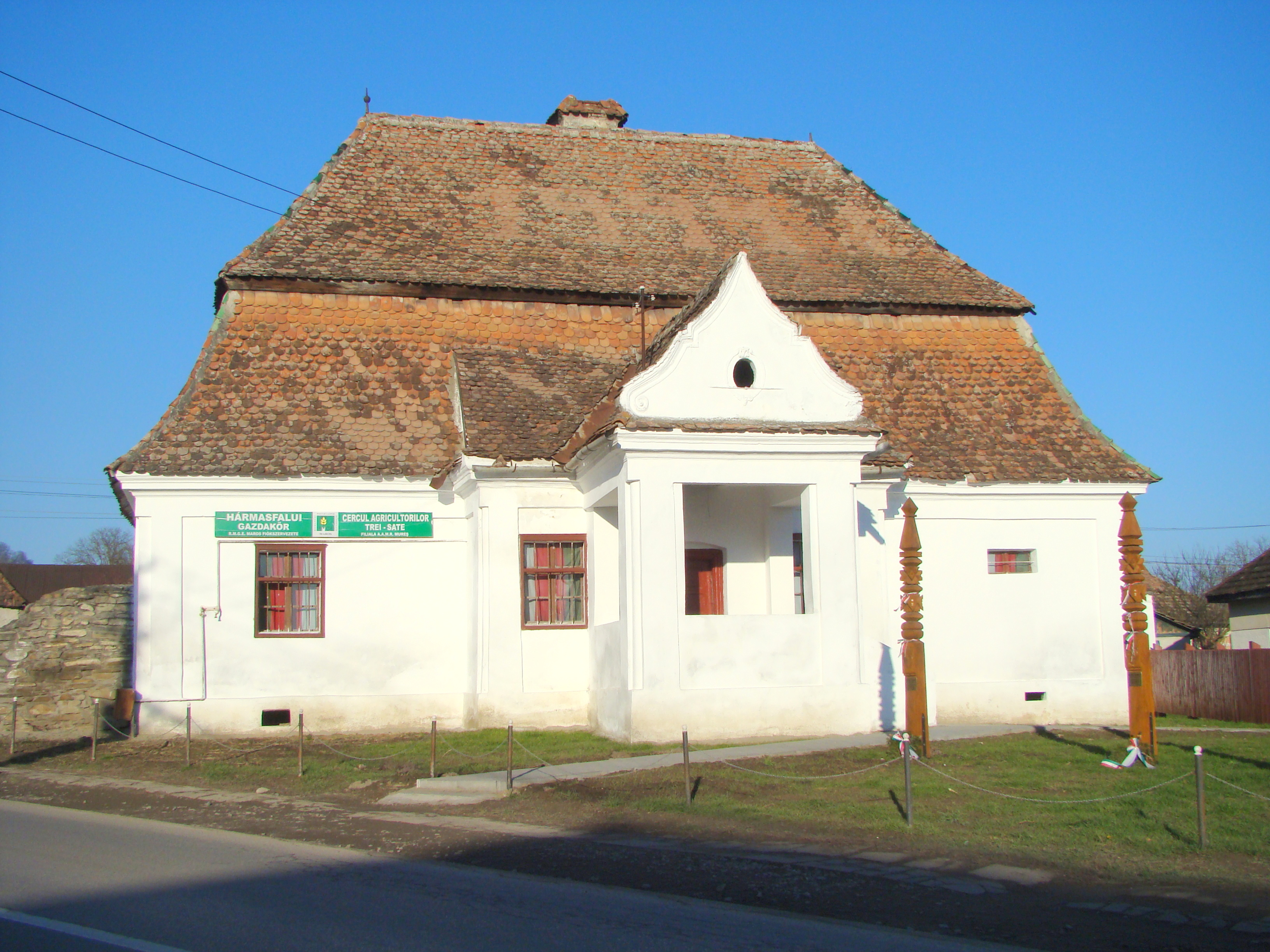
Curia Dósa-Barátosi din Trei Sate (monument istoric)
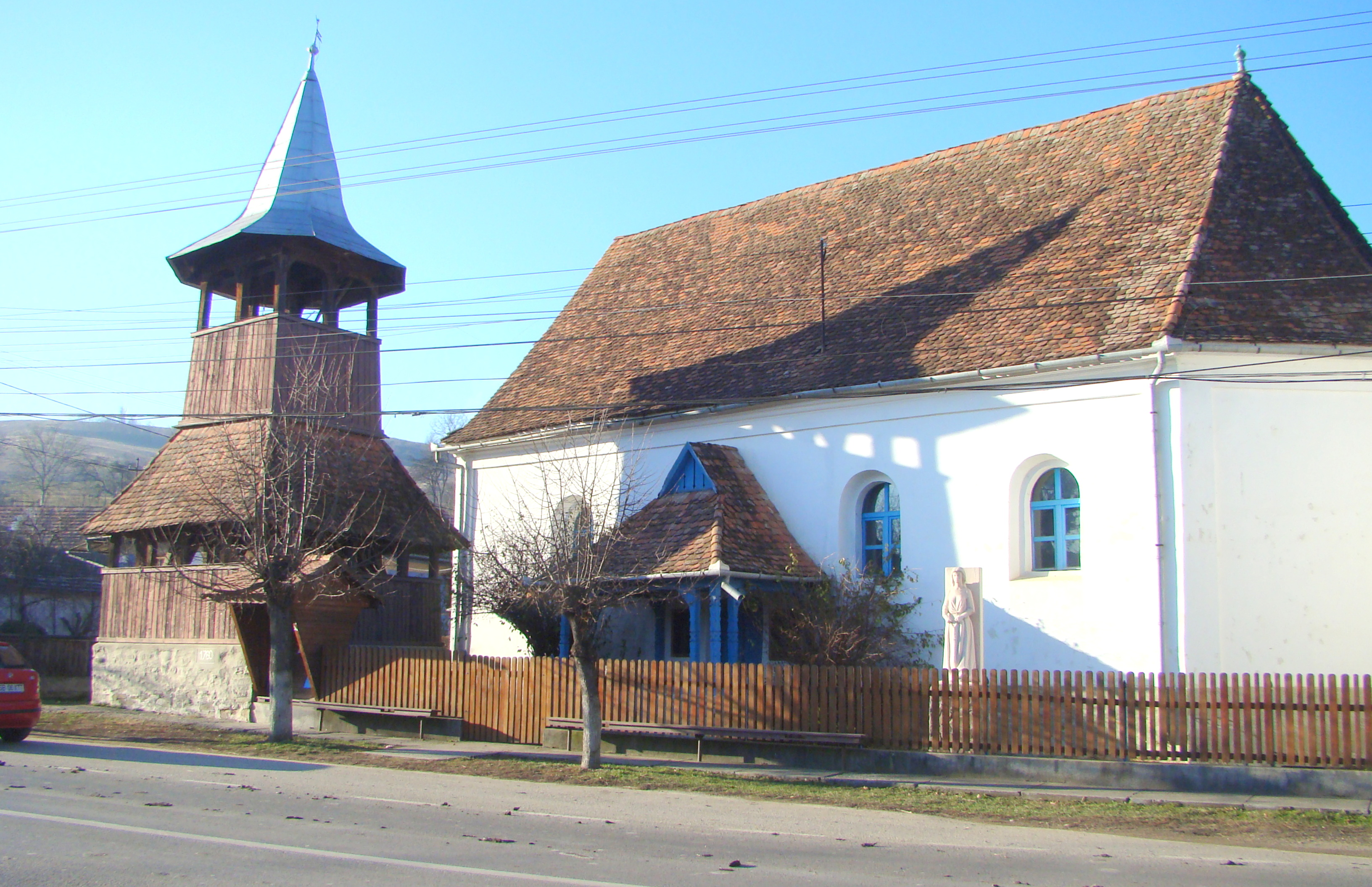
Biserica reformată din Trei Sate (fostul sat Hoteşti)
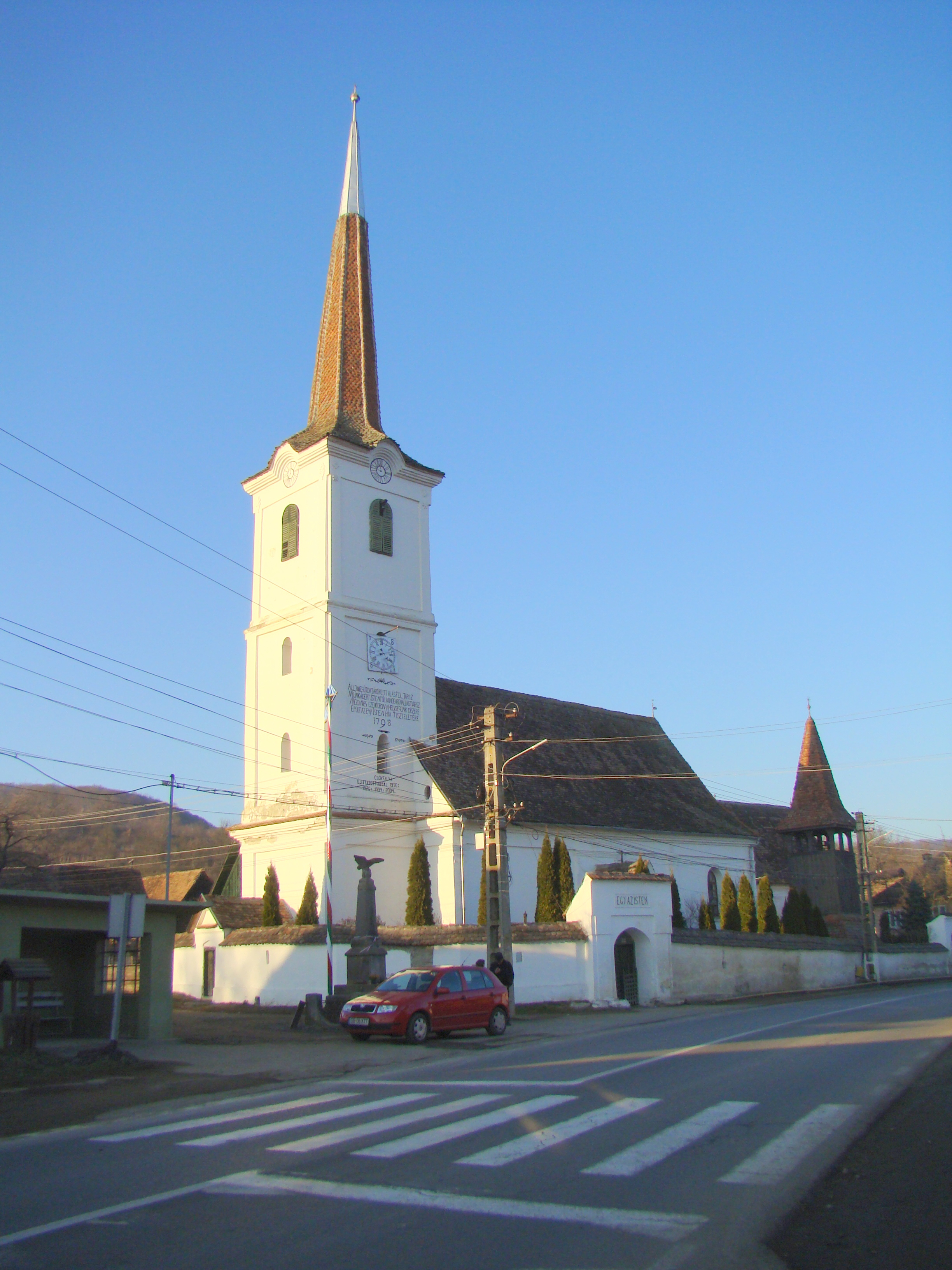
Biserica unitariană din Trei Sate (monument istoric)
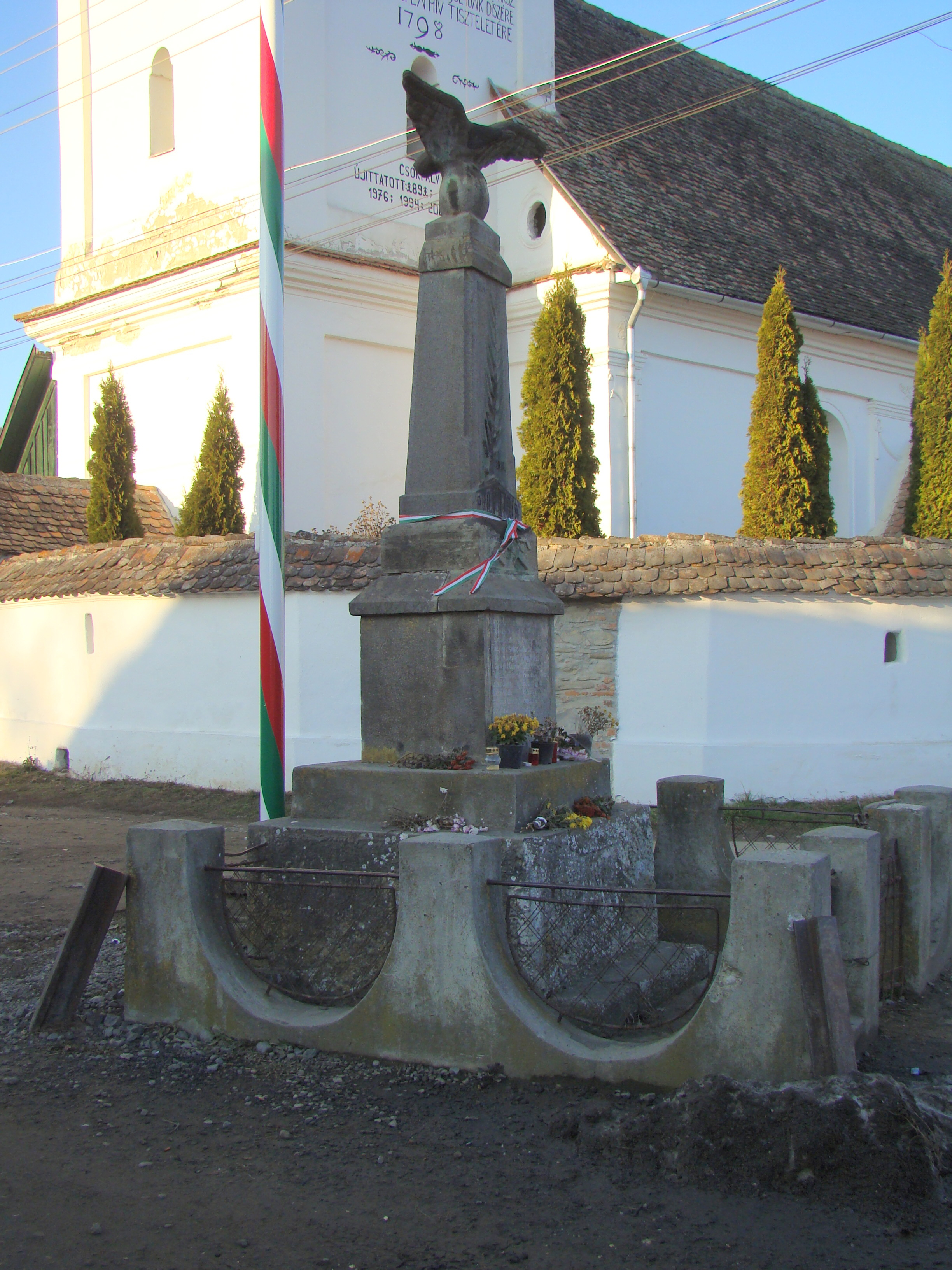
Monumentul eroilor
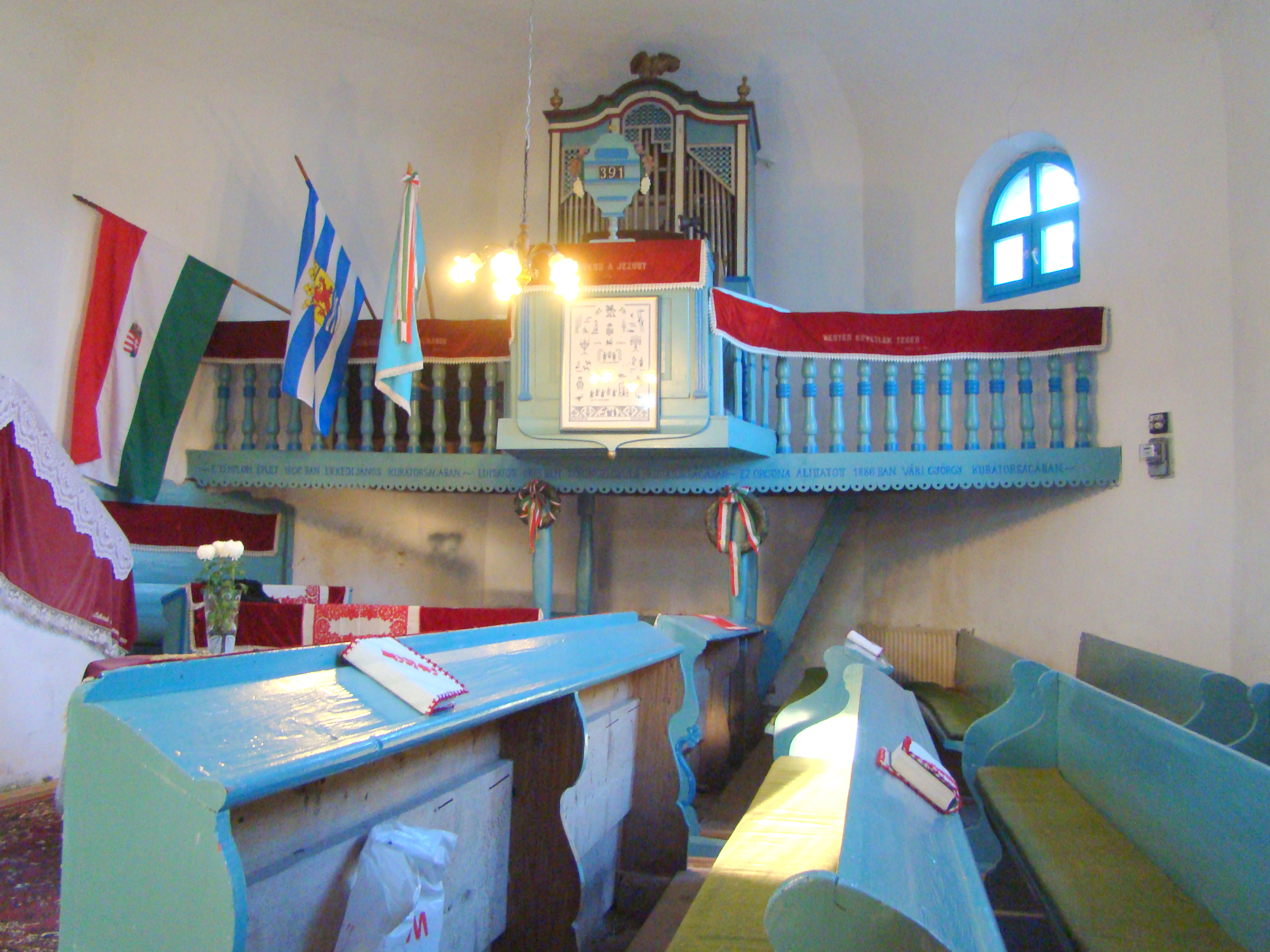
Biserica reformată din Trei Sate (fostul sat Cioc)
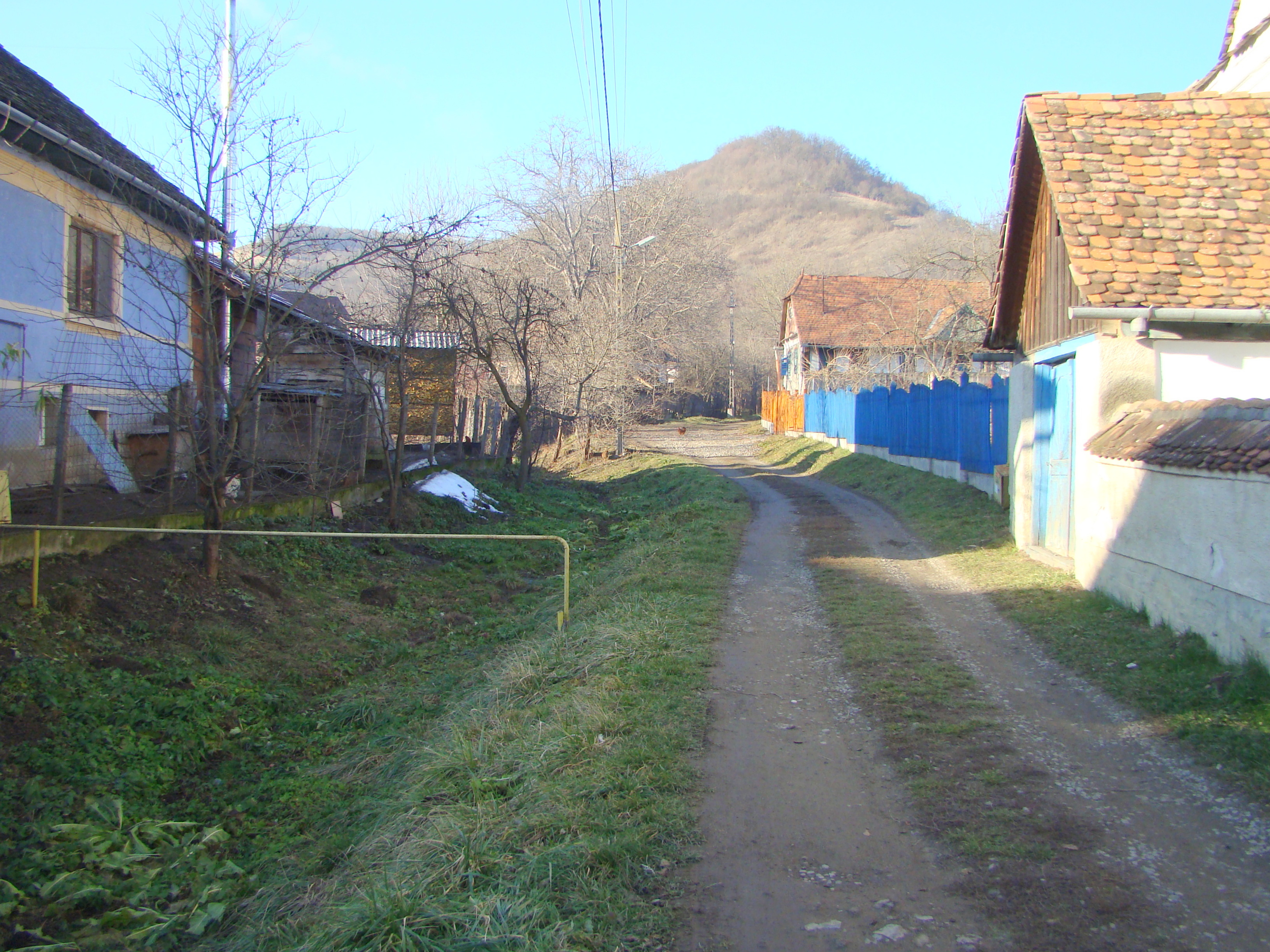
Trei Sate